# بلندویل (کنتاکی)
بلندویل (به انگلیسی: Blandville) یک منطقهٔ مسکونی در ایالات متحده آمریکا است که در شهرستان بالارد، کنتاکی واقع شده‌است. بلندویل ۰٫۵ کیلومتر مربع مساحت و ۹۰ نفر جمعیت دارد و ۱۴۱ متر بالاتر از سطح دریا واقع شده‌است.